# The Other Tomorrow
Pour plus de détails, voir Fiche technique et Distribution.
The Other Tomorrow est un film américain réalisé par Lloyd Bacon et sorti en 1930. Il s'agit d'une adaptation du roman du même nom d'Octavus Roy Cohen.

## Synopsis
Après une lune de miel européenne, Edith (Billie Dove) retourne dans sa maison rurale en Géorgie et rencontre Jim Carter (Grant Withers), son amour d'enfance.

## Fiche technique
- Titre original : The Other Tomorrow
- Réalisation : Lloyd Bacon
- Scénario : Octavus Roy Cohen, Fred Myton, James A. Starr, d'après The Other Man d'Octavus Roy Cohen
- Photographie : Lee Garmes
- Société de production : First National Pictures
- Société de distribution : Warner Bros.
- Pays de production :  États-Unis
- Langue originale : anglais
- Format : noir et blanc — 35 mm — 1.37:1 — son monophonique — Vitaphone
- Genre : Comédie romantique
- Durée : 65 minutes
- Date de sortie :
  - États-Unis : 9 février 1930

## Distribution
- Billie Dove : Edith Larrison
- Kenneth Thomson : Nort Larrison
- Grant Withers : Jim Carter
- Frank Sheridan : Dave Weaver
- William Granger : Drum Edge
- Otto Hoffman : Ted Journet
- Scott Seaton : Ed Conover